# Davis Hills
Davis Hills är en kulle i Antarktis. Den ligger i den centrala delen av kontinenten. Nya Zeeland gör anspråk på området. Toppen på Davis Hills är 2 204 meter över havet.
Terrängen runt Davis Hills är platt åt sydost, men åt nordväst är den kuperad. Trakten är obefolkad. Det finns inga samhällen i närheten.